# طوني باري
طوني باري (بالإنجليزية: Tony Barry)‏ هو ممثل أسترالي، ولد في 1941 في أستراليا.

## أعمال

### أفلام
- (2005) سيدة الانتقام[5]
- (2008) أستراليا[6][7][8]

## وصلات خارجية
- طوني باري على موقع IMDb (الإنجليزية)
- طوني باري على موقع قاعدة بيانات الأفلام العربية
- طوني باري على موقع ألو سيني (الفرنسية)
- طوني باري على موقع أول موفي (الإنجليزية)
- طوني باري على موقع قاعدة بيانات الأفلام السويدية (السويدية)
- طوني باري على موقع قاعدة بيانات الفيلم (الإنجليزية)
- طوني باري على موقع كينوبويسك (الروسية)